# Verborodînți, Starokosteantîniv
Verborodînți (în ucraineană Вербородинці) este localitatea de reședință a comunei Verborodînți din raionul Starokosteantîniv, regiunea Hmelnîțkîi, Ucraina.
Localitatea face parte din regiunea istorică Volânia, iar după tratatul de pace de la Riga din 1921 a devenit parte a Uniunii Sovietice.

## Demografie
Componența lingvistică a localității Verborodînți
     Ucraineană (96,33%)
     Alte limbi (0,28%)
Conform recensământului din 2001, majoritatea populației localității Verborodînți era vorbitoare de ucraineană (96,33%), existând în minoritate și vorbitori de armeană (3,39%).